# Kepler-80
Kepler-80 (KOI 500) is een ster in het sterrenbeeld Lier op 1218 lichtjaar van de zon. In oktober 2012 werd bekend dat de ster vijf planeten heeft. In 2016 werd een zesde planeet bevestigd. Het planetenstelsel is buitengewoon compact; de banen van alle zes planeten liggen binnen twee AE.